# Openski tramvaj
Openski tramvaj (italijansko Tranvia di Opicina, v tržaškem narečju El tram de Opcina) je elektrificirana tramvajska proga, ki povezuje središče Trsta in Opčine. Je del mreže javnega prevoza Trsta (linija 2) in edini ostanek nekdaj obsežnega tržaškega tramvajskega omrežja. 
Openski tramvaj ostaja simbol tehniškega napredka avstro-ogrskega inženirstva in strojegradnje ter ključni element tržaške dediščine. Tramvaj je ena izmed turističnih znamenitosti Trsta, saj je eden od redkih na svetu, ki deluje na delu proge kot tirna vzpenjača.

## Opis in tehnične značilnosti
Na večjem delu proge Openski tramvaj deluje kot običajen električni tramvaj (saj naklon ne presega 8 %). Pred najbolj strmim delom z dolžino 800 m, kjer je naklon celo do 26 % (slovensko Škorklja, italijansko Scorcola), se jo od 26. aprila 1928 nekoč tramvaj ustavil, zaradi priklopa na jeklenico, sedaj pa se tramvaj priklopi na posebni voziček, ki mu pomaga pri vožnji navkreber ali navzdol. Pogon vozička je elektrificiran in je voden iz centralne spodnje postaje.   
Proga ima sedaj skupno dolžino 5175 m in premaga 340 m višinske razlike.

## Zgodovina
Trst je dobil prvi tramvaj 30. marca 1876, pri katerem so za vleko vagonov uporabljali konjsko vprego. Prva proga električnega tramvaja v Trstu je bila odprta 2. oktobra 1900.
Prvi načrti za turistično progo, ki bi povezala Trst in Opčine, segajo v leto 1883, ko je avstrijski inženir Schmidt mestnim oblastem predstavil svoj projekt. Po njem bi potnike prevažala parna lokomotiva z gosenično verigo za premagovanje strmine. Bil je eden izmed prvih, ki je razumel tudi pomen in vpliv javnega prevoza na razvoj turizma. Mestne oblasti so 9. januarja 1901 odobrile gradnjo proge, openska linija št. 2 Trst–Opčine pa je začela obratovati 9. septembra 1902.
Ker je odsek proge na Škorklji resnično zelo strm, v Trstu pa pogosto piha izredno močna burja, je komaj mesec dni po otvoritvi, zaradi prevelike hitrosti in strmine, prišlo do hude nesreče, pri kateri je tramvaj iztiril in se zaletel v bližnjo hišo. 
Tržačani še poznajo ponarodelo pesmico El tram de Opcina, ki v tržaškem narečju opeva ta dogodek:

E anche el tran de Opcina xe nato disgrazià

venindo zo de Scorcola una casa ga ribaltà

bona de Dio che iera giorno de lavor

e dentro no ghe iera che 'l povero frenador.

...

V prostem prevodu:
Openski tramvaj že ob rojstvu ni imel sreče. Ko se je spuščal po Škorklji, se je zaletel v hišo. Hvala Bogu, da je bil delavnik in v tramvaju ni bilo nikogar razen ubogega zavirača.

ali prepesnjeno:

"Al tudi tran di Opčine je rojen frakašon,
je letu dol po Škorkoli sej zebnu u en kanton,
sej zebnu u enu babu, poluomu use kosti,
ajuto mama mia, kako m use boli."

### Prekinitev obratovanja
Linija je zaradi nesreče avgusta leta 2016 prenehala z obratovanjem, namesto tramvaja so prevoze opravljali z avtobusi. Ko so tržaški mestni svetniki zaradi finančnih izgub razpravljali o ukinitvi openskega tramvaja, so se domačini, zlasti Openci, temu odločno uprli.
Mestna uprava, ki je od leta 1961 dalje skrbela za tramvaj in njegovo progo, v okviru koncerna ACEGA (AcegasApsAmga), je leta 2023 popustila in namenila obsežna sredstva za posodobitev proge.
Obnova je stala 1,4 milijona evrov, vključevala pa je popravilo odseka Škorklja, zamenjavo električne napeljave in 1400 metrov proge, vendar se je zaradi birokratskih postopkov, novih predpisov in zahtev italijanske agencije za varnost prometne infrastrukture (ANSFISA) ter pomanjkanja sredstev, zavlekla vse do leta 2025.

### Posodobitev
Po dolgotrajni obnovi infrastrukture in vozil so v začetku leta 2025 opravili najprej poskusne vožnje, vendar vzpostavitev ponovnega obratovanja ni potekala brez težav.
Na otvoritveni dan 1. februarja 2025 je tramvaj krenil s trga Dalmazia z zamudo, zaradi nepravilno parkiranega vozila na tirih, manj kot dva tedna kasneje pa se je na progi znašel osebni avtomobil, zaradi česar je bil promet za kratek čas oviran. Nekaj dni zatem je slabo vreme povzročilo težave z električno napeljavo, zaradi katere je tramvaj prenehal delovati, vendar je naslednji dan spet vozil. Prvemu tramvaju se je 17. februarja pridružil še drugi, tretji pa bi moral slediti 3. marca, vendar se to zaradi okvare ležaja v vlečnem vozilu ni zgodilo, kar je zahtevalo razstavljanje le-tega s pomočjo žerjava. To je trajalo vse do 11. marca 2025, ko so tramvaji pričeli ponovno obratovati.

## Pobude za podaljšanje proge
Dogovori o podaljšanju tramvajske proge iz Opčin do Sežana so potekali že leta 1909 in tudi februarja 1920, med takratnim sežanskim županom Ludvikom Mahorčičem in direktorjem tržaškega urada podjetja Siemens-Schuckert-Werke, ing. A. Kodermatzem, vendar neuspešno.
Tramvaj ima za Tržačane in tudi Opence še sedaj velik transportni in zgodovinski pomen. Čeprav so vse druge tramvajske proge v Trstu nadomestili z avtobusnimi povezavami, se openskemu tramvaju ne nameravajo odpovedati – premišljujejo vsaj o podaljšanju proge do železniške postaje na Opčinah, pa tudi na 
slovenski strani meje se skupina zagnancev zavzema za podaljšanje tramvajske proge od Opčin do Sežane.